# Robert Murzeau
Pierre Robert Murzeau, né le 20 juin 1909 à La Rochelle et mort le 8 juillet 1990 à Châtelaillon-Plage, est un acteur français.
Il enseigna également au Conservatoire du 14e arrondissement de Paris.

## Filmographie

### Cinéma
- 1946 : Le destin s'amuse de Emil-Edwin Reinert
- 1947 : Les Maris de Léontine de René Le Hénaff
- 1947 : Monsieur Vincent de Maurice Cloche
- 1948 : Aux yeux du souvenir de Jean Delannoy
- 1949 : Le Roi de Marc-Gilbert Sauvajon
- 1950 : L'Extravagante Théodora de Henri Lepage - Thierry de Villiers
- 1950 : Atoll K de Léo Joannon
- 1951 : Moumou de René Jayet
- 1953 : Jeunes Mariés, de Gilles Grangier
- 1953 : Les Amoureux de Marianne de Jean Stelli
- 1954 : Madame du Barry de Christian-Jaque
- 1955 : Paris Canaille de Pierre Gaspard-Huit
- 1956 : Les carottes sont cuites de Robert Vernay
- 1956 : Courte-tête ou Les Ramasse-miettes de Norbert Carbonnaux
- 1964 : Une ravissante idiote d'Édouard Molinaro
- 1965 : La Pharmacienne de Jany Holt et Serge Hanin - court métrage -

### Télévision
- 1961 : L'Eventail de Lady Windermere de François Gir : Dumby
- 1961 et 1968 : Le Théâtre de la jeunesse :
  - 1961 - Le Capitaine Fracasse (d'après Le Capitaine Fracasse de Théophile Gautier), réal. François Chatel - Matamore
  - 1968 - Les Mésaventures de Jean-Paul Choppart (auteur Louis Desnoyers), d'Yves-André Hubert - Le marquis
  - 1968 - Ambroise Paré d'Éric Le Hung et Jacques Trébouta  - Tailleroche
- 1967 : Jean de la Tour Miracle (feuilleton TV) - Le Baron
- 1968 : Le Tribunal de l'impossible - épisode : Nostradamus ou Le prophète en son pays de Pierre Badel - Le consul
- 1975 : Hugues-le-Loup, téléfilm de Michel Subiela - Le baron Zimmer
- 1976 : Cinéma 16 - téléfilm Le Temps d'un regard de Boramy Tioulong - Joseph
- 1978 : Mitzi de Marcel Bluwal - Le comte Pazmandy
- 1978 : Messieurs les jurés - épisode :  L'affaire Heurteloup de Boramy Tioulong
- 1979 : Le Journal de Philippe Lefebvre (épisodes 2-3-4 et 5) - Nicolaiev
- 1980 : Julien Fontanes, magistrat - épisode : Les mauvais chiens de Guy Lefranc - Raymond Lavernat
- 1982 : La Cerisaie d'Anton Tchekhov, réalisation Peter Brook
- 1983 : Thérèse Humbert, réalisation Marcel Bluwal - L'évêque de Meaux

#### Au théâtre ce soir
- 1966 : Les enfants de cœur de François Campaux, m.e.s Christian-Gérard, réal. Pierre Sabbagh, Théâtre Marigny - Georges
- 1967 : Isabelle et le pélican de Marcel Franck, m.e.s Maurice Guillaud, réal. Pierre Sabbagh, Théâtre Marigny - Stéphane
- 1970 : La Roulotte de Michel Duran, m.e.s Alfred Pasquali, réal. Pierre Sabbagh, Théâtre Marigny - Pit
- 1973 : Les Quatre Vérités de Marcel Aymé, m.e.s René Clermont, réal. Georges Folgoas, Théâtre Marigny  - Alfred Trévières
- 1975 : Lady Godiva de Jean Canolle, m.e.s Michel de Ré, réal. Pierre Sabbagh, Théâtre Edouard VII - Léofric

## Théâtre
- 1934 : Jeanne d'Arc de Saint-Georges de Bouhélier, Théâtre de l'Odéon
- 1936 : Napoléon unique de Paul Raynal, mise en scène Jacques Copeau, Théâtre de la Porte-Saint-Martin
- 1937 : Le Mari singulier de Luc Durtain, Théâtre de l'Odéon
- 1942 : Et moi je te dis qu'elle t'a fait de l'œil de Maurice Hennequin et Pierre Veber, mise en scène Robert Ancelin, Théâtre de la Porte-Saint-Martin
- 1946 : Jeux d'esprits de Noel Coward, mise en scène Pierre Dux, Théâtre de la Madeleine
- 1946 : La Sainte Famille d'André Roussin, mise en scène Jean Meyer, Théâtre Saint-Georges
- 1946 : La Route des Indes de Jacques Deval d'après Ronald Harwood, Théâtre des Ambassadeurs
- 1949 : Sincèrement de Michel Duran, mise en scène Alice Cocea, Théâtre des Capucines
- 1951 : Guillaume le confident de Gabriel Arout, mise en scène Pierre Dux, Théâtre de Paris
- 1951 : L'Ile heureuse de Jean-Pierre Aumont, mise en scène Pierre Dux, Théâtre Edouard VII
- 1951 : Le Bel Indifférent de Jean Cocteau, Théâtre de la Renaissance
- 1951 : Le Médecin malgré elle de Marie-Louise Villiers, mise en scène Robert Murzeau, Théâtre de la Renaissance
- 1952 : Le Médecin malgré elle de Marie-Louise Villiers, mise en scène Robert Murzeau, Théâtre des Célestins
- 1952 : Enfant du miracle de Paul Gavault et Robert Charvay, mise en scène René Rocher, Théâtre de l'Apollo
- 1953 :  Treize à table de Marc-Gilbert Sauvajon, mise en scène de l'auteur, Théâtre des Capucines
- 1954 : Le Coin tranquille de Michel André, mise en scène Christian-Gérard, Théâtre Michel
- 1954 : Mon ami Guillaume de Gabriel Arout et Jean Locher, mise en scène Pierre Dux, Théâtre Michel
- 1955 : Isabelle et le pélican de Marcel Franck, mise en scène Marc Camoletti, Théâtre Edouard VII, Théâtre de l'Ambigu
- 1957 : Mon cœur balance de Michel Duran, mise en scène Alice Cocéa, Théâtre des Arts
- 1958 : Lady Godiva de Jean Canolle, mise en scène Michel de Ré, Théâtre de Paris
- 1958 : La Saint Valentin de Raymond Vincy, mise en scène Alfred Pasquali, Théâtre des Célestins
- 1959 : Homicide par prudence de Frédéric Valmain d'après Double Cross de John O'Hare, mise en scène Jean Dejoux, Théâtre Charles de Rochefort
- 1959[réf. nécessaire] : Maître Bolbec et son mari de Georges Berr et Louis Verneuil, adaptateur : Jacques Chabannes ; réalisateur : André Leroux.
- 1960 : Les femmes veulent savoir de Jacques Glaizal et Anne Blehaut, mise en scène Christian-Gérard, Théâtre des Arts
- 1960 : Le Mariage de Monsieur Mississippi de Friedrich Dürrenmatt, mise en scène Georges Vitaly, Théâtre La Bruyère
- 1962 : Trois fois le jour de Claude Spaak, mise en scène Daniel Leveugle, Théâtre de l'Athénée
- 1962 : Le Fils d'Achille de Claude Chauvière, mise en scène Michel de Ré, Théâtre des Nouveautés, Théâtre de l'Ambigu
- 1963 : La Femme d'un autre de Fiodor Dostoïevski, mise en scène André Charpak, Théâtre Récamier
- 1963 : Monsieur Vautrin d'André Charpak, d'après Honoré de Balzac, mise en scène André Charpak, Théâtre Récamier
- 1964 : Ballade pour un futur de Felix Lützkendorf, mise en scène Jean-Paul Cisife, Théâtre des Mathurins
- 1965 : Jamais trop tard de Arthur Long Summer, mise en scène Christian-Gérard, Théâtre des Arts
- 1965 : Des enfants de cœur ! de François Campaux, mise en scène Christian-Gérard, Théâtre des Arts
- 1966 : Baby Hamilton de Maurice Braddell et Anita Hart, mise en scène Christian-Gérard, Théâtre de la Porte-Saint-Martin
- 1967 : Les Visions de Simone Machard de Bertolt Brecht, mise en scène Gabriel Garran, Théâtre de la Commune
- 1968 : Les Visions de Simone Machard de Bertolt Brecht, mise en scène Gabriel Garran, Théâtre-Maison de la culture de Caen
- 1971 : Deux Imbéciles heureux de Michel André, Théâtre Gramont
- 1974 : Macbett d'Eugène Ionesco, mise en scène Jacques Mauclair, Festival de Vaison-la-Romaine
- 1974 : Colombe de Jean Anouilh, mise en scène Jean Anouilh et Roland Piétri, Comédie des Champs-Élysées
- 1981 : La Cerisaie d'Anton Tchekhov, mise en scène Peter Brook, Théâtre des Bouffes du Nord
- 1982 : Du vent dans les branches de sassafras de René de Obaldia, mise en scène Jean-Luc Tardieu, Maison de la culture de Nantes
- 1983 : La Cerisaie d'Anton Tchekhov, mise en scène Peter Brook, Théâtre des Bouffes du Nord - Firs
- 1984 : Dom Juan de Molière, mise en scène Maurice Bénichou, Théâtre des bouffes du Nord - Dm Louis